# Stan Carper
Stan Carper (...) è un ex nuotatore statunitense.

## Carriera
Fortemente specializzato nei misti, vinse la medaglia d'argento sulla distanza dei 200m alla prima edizione della storia dei campionati mondiali, a Belgrado nel 1973.

## Palmarès
- Mondiali

Belgrado 1973: argento nei 200m misti.